# 初始
初始（或写作始初，8年12月17日－9年1月14日）是西汉君主孺子婴的第2个年号，也是他的最后一个年号，共计1个月。初始元年十二月王莽即位，建立新朝，以初始元年十二月朔癸酉为正月之朔，改元始建国，西汉灭亡。
《资治通鉴》写作“始初”，《汉书·王莽传》作“初始”。居延汉简则也是“初始”，另外有出土记为初始元年的文物。
中央研究院之兩千年中西曆轉換將初始元年起始日作戊辰年十一月初一（8年12月17日）。初始年號終結於9年1月14日。学者張小鋒认为初始年号始于居攝三年十一月廿一日（9年1月6日），只使用了9天。

## 纪年
| 初始 | 元年 |
| ---- | ---- |
| 公元 | 8年  |
| 干支 | 戊辰 |

## 参看
- 中國年號索引